# 快道
快道（かいどう、宝暦元年（1751年） - 文化7年2月22日（1810年3月26日））は、新義真言宗豊山派の学僧であり、書誌学的に大きな貢献をした。房号は林常。

## 生涯
上野国勢多郡粕川村大字膳（現・群馬県前橋市粕川町）に誕生、俗姓は須藤。幼少より、同郡新里村山上の相応寺の快音について学び、得度。
15歳の時、花閑院湛惠に師事、『西谷名目玄談』を著す。17歳で『釋摩訶衍論』第4、19歳で『倶舎論』、20歳で『大乗起信論』を学ぶ。安永元年（1772年）、豊山長谷寺にのぼり、22歳で『釋摩訶衍論』を有慶から学ぶ。23歳で知脱から『大日経疏』を学ぶ。27歳の時、『勝宗十句義論』を講義。
寛政3年（1791年）、高野山に上り、根性院において『成唯識論述記』を講義する。同年9月、愛染院で法相業、翌年9月、小乗業を務める。寛政5年（1793年）から寛政10年（1798年）にかけて、京都で倶舎・唯識・因明を講じている。
享和2年（1802年）、浦和宿（現さいたま市浦和区）の玉蔵院に住んで、その間、しばしば江戸で開講している。文化6年（1809年）、湯島の根生院に移り講義を行うが、翌年没し、浅草の観蔵院に葬られた。

## 業績
快道は、単に多くの講義および著述を広めただけでなく、多くの経典・論書を校合している。ことに、高野山の経蔵がそれまでの火災などのために欠部があるのを、宋版・高麗版などを校合した上で補ったのは、ほとんど快道の業績によるものと目されている。

## 著作
- 大日経住心品玄談 1巻 長谷寺
- 釋摩訶衍論開解鈔愚記 1巻 長谷寺
- 釋摩訶衍論第三重第一私記 1巻 寛政2年12月 長谷寺
- 論義私記 13巻 長谷寺
- 自証説法勘文 1巻 長谷寺
- 観音経縁起 1巻 文化4年 長谷寺
- 天台四教儀集注補忘鈔 4巻 豊山全書11
- 唯識二十論述記権衡鈔 5巻 天明5年6月 豊山全書13
- 唯識述記顕義鈔 3巻 総持寺
- 衆師立教論 1巻 寛政11年3月 長谷寺
- 法苑義林章要述 4巻 大正大
- 観所縁縁論義疏 1巻 天明9年正月刊 長谷寺
- 大乗百法明門論疏開口 1巻 長谷寺
- 成唯識論述記序指摩 1巻 長谷寺
- 玄奘三蔵唯識量縁 1巻 長谷寺
- 唯識二十論分科 1巻 長谷寺
- 成唯識四箇疏弁量義 1巻 長谷寺
- 成唯識述記序指摩 1巻 長谷寺
- 大乗百法明門論章疏目録 1巻 大正大
- 倶舎論法義 30巻 大正大蔵経巻64
- 倶舎論略法義 5巻 刊 長谷寺
- 倶舎論一二三聞書 1巻 長谷寺
- 倶舎論妄伝折衡論 1巻 長谷寺
- 学要稠林 7巻 大正大
- 減縁減行中忍観行義 1巻 大正大
- 七十五法念流鈔 1巻 文化元年11月11日 長谷寺
- 倶舎論高麗本校字録 1巻 長谷寺
- 人天家々義 1巻 長谷寺
- 日月行路集異鈔 1巻 長谷寺
- 倶舎論玄談並皞記 1巻 天明元年正月 長谷寺
- 倶舎論三世実有弁 1巻 長谷寺
- 因明纂解鼓攻（鳴鼓） 3巻 寛政元年8月刊 龍大
- 因明纂解講義 5巻 豊山全書48
- 因明入正理論量議鈔 12巻 豊山全書16・17
- 因明入正理論詳定記 1巻 龍大
- 因明正理門論海鏡 1巻 寛政7年春 龍大
- 因明雑章記 1巻 龍大
- 因明大疏序鈔 1巻 天明6年4月 長谷寺
- 因明大疏序 1巻 寛政4年8月 長谷寺
- 因明小部雑記 1巻 豊山全書
- 因明入正理論図 1巻 寛政8年4月 長谷寺
- 分別六合釈精義 1巻 寛政9年8月刊 豊山全書
- 分別六合釈叢林評註 1巻 寛政9年6月 大正大
- 分別六合釈章疏票目 1巻 刊 長谷寺
- 分別六合釈指掌 1巻 天明5年 大正大
- 分別六合釈兼正記 1巻 寛政9年6月 長谷寺
- 分別六合釈三部章 1巻 刊 長谷寺
- 殺三摩婆釈未評訣釈弁誤 1巻 寛政6年3月刊 長谷寺
- 八囀義述意 1巻 天明4年3月刊 大正大
- 匡輔八囀声 1巻 刊 長谷寺
- 金七十論藻鏡 2巻 刊 大正大
- 勝宗十句義論決釈 5巻 寛政4年10月刊 長谷寺
- 勝宗十句義論聞書 1巻 西光院
- 勝宗十句義叢林 1巻 西光院
- 南海伝絹衣比量鈔 1巻 寛政3年5月 仏教全書24